# 태국 국방부

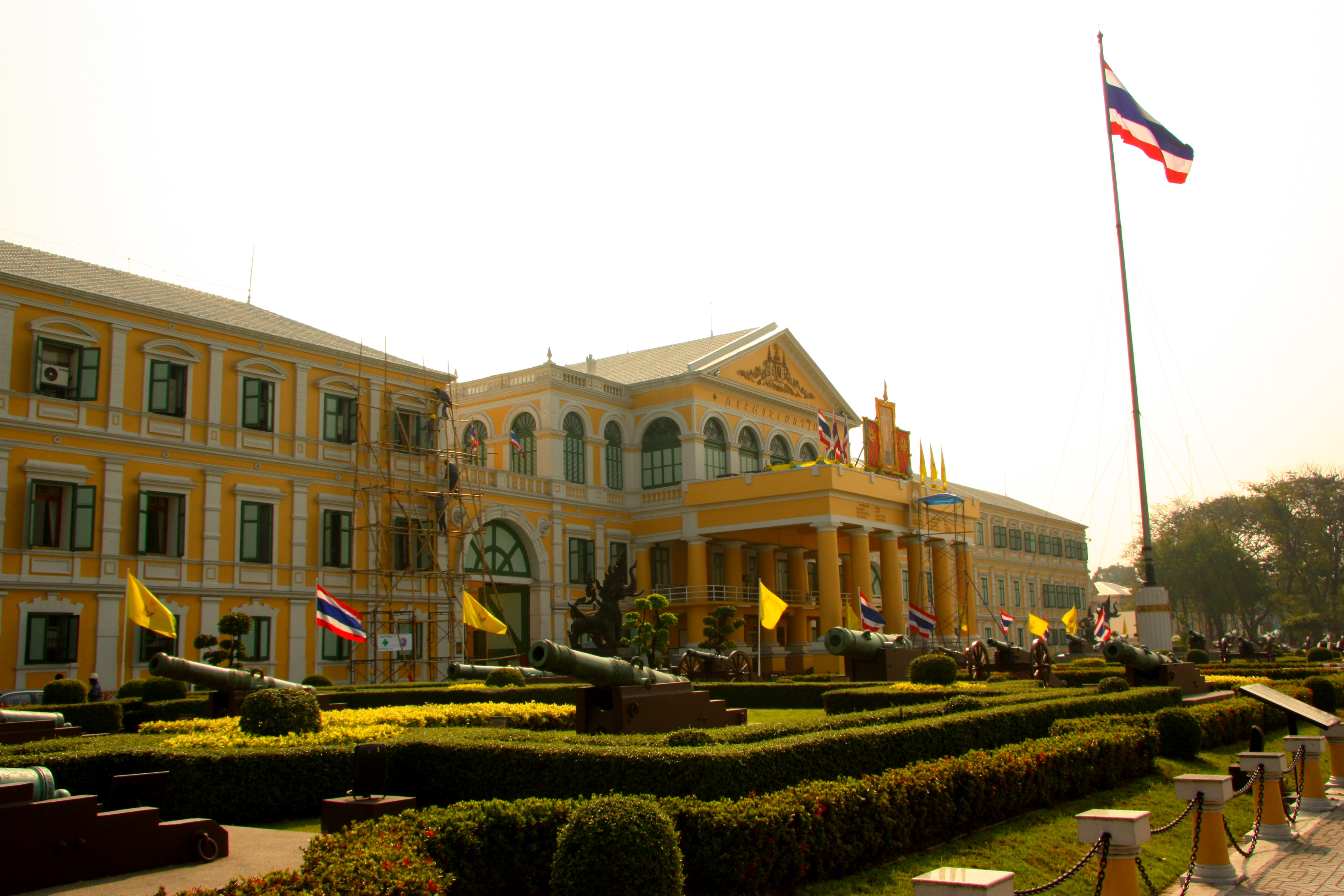
국방부의 노을진 건물의 모습

국방부(태국어: กระทรวงกลาโหม)는 태국의 내각 부서이다. 태국 육군과 태국 해군, 그리고 태국 공군으로 구성되어 있다.